# ليونارد بيندكت لوب
ليونارد بيندكت لوب (بالإنجليزية: Leonard Benedict Loeb)‏ هو فيزيائي ومصور أمريكي، ولد في 16 سبتمبر 1891 في زيورخ في سويسرا، وتوفي في 17 يونيو 1978 في مونتيري في الولايات المتحدة.